# Kuppinger gegen Deutschland
Im Fall Kuppinger gegen Deutschland wurde in zwei Verfahren vor dem Europäischen Gerichtshof für Menschenrechte (EGMR) eine Stärkung des Umgangsrechts des Vaters und Instrumente gegen überlange Verfahrensdauer in Deutschland durchgesetzt.

## Fallgeschichte

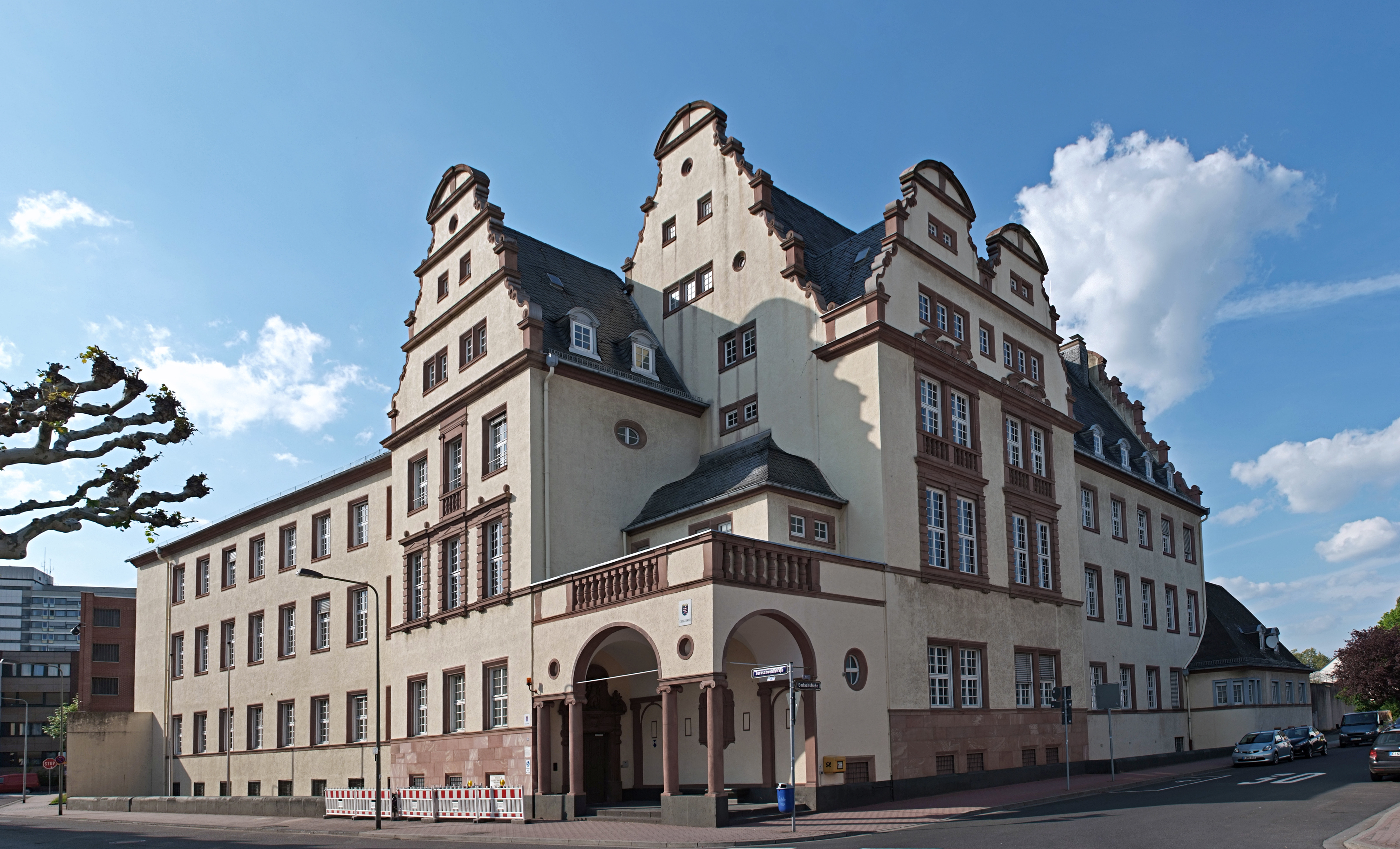
Amtsgericht Höchst am Main

Bernd Kuppinger (21. Januar 1953 – 21. August 2021, von Beruf Arzt und Psychologe) war der Vater eines Sohns, der 2003 geboren wurde. Kurz nach der Geburt verhinderte die Mutter, mit der Kuppinger nicht verheiratet gewesen war, den Umgang zwischen Vater und Sohn. Zu Beginn des Verfahrens vor dem Amtsgericht Frankfurt am Main, Außenstelle Höchst, war das Kind anderthalb Jahre alt. Das Verfahren bei der Frankfurter Justiz zwischen den Jahren 2005 und 2010 dauerte insgesamt 4 Jahre und 10 Monate. Der EGMR sah einen Verstoß gegen Artikel 6 EMRK, also das Recht auf ein faires Verfahren (EGMR, Urteil vom 21. April 2011, Beschwerdenummer 41599/09). Der EGMR stellte fest, dass eine überlange Verfahrensdauer zu einer fortschreitenden Entfremdung der Kinder gegenüber seinen Bezugspersonen führe. Er sprach dem Vater eine Entschädigung in Höhe von 5.200 EUR zu.
Danach boykottierte die Mutter sechs Termine des Umgangs. Kuppinger beantragte ein Ordnungsgeld in Höhe von 3.000 €. An den deutschen Gerichten wurde der Mutter jedoch nur ein Ordnungsgeld von 300 Euro auferlegt, obwohl das theoretische Ordnungsgeld sogar bis zu 25.000 € reicht. Das EGMR entschied, dass das zu niedrige Ordnungsgeld eine Verletzung des Rechts auf Achtung des Privatlebens nach Artikel 8 der Europäischen Menschenrechtskonvention (EMRK) darstelle, da zu bezweifeln sei, dass diese Summe einen erzwingenden Effekt gegen die Mutter hätte haben können, die den Kontakt zuvor andauernd verhindert hatte (Individualbeschwerde Nr. 62198/11, Urteil vom 15. Januar 2015). Das EGMR rügte auch die Dauer der zwangsweisen Durchsetzung des Umgangsanspruchs von zehn Monaten ab Antragstellung des Klägers bis zur Zahlung des Ordnungsgeldes. Der EGMR kritisierte die Bundesrepublik Deutschland dafür, dass keine Untätigkeitsbeschwerde zur Verfügung gestanden habe, um gegen die überlangen Verfahrensdauern vorzugehen. Damit habe dem Kläger kein effektives Rechtsmittel zur Verfügung gestanden, sodass eine Verletzung von Artikel 13 EMRK, dem Recht auf wirksame Beschwerde, vorliege. Dem Vater wurde eine Entschädigung in Höhe von 15.000 EUR sowie den Ersatz der angefallenen Rechtsanwalts- und Gerichtskosten in Höhe von knapp 6.436 EUR zugesprochen.
Im Folgenden aber bestätigte das Bundesverfassungsgericht wiederum einen Umgangsausschluss des Vaters bis Oktober 2015 (Bundesverfassungsgericht, Beschluss vom 25. April 2015, Az. 1 BvR 3326/14): „Gestützt auf die Feststellungen der Sachverständigen haben diese nachvollziehbar ausgeführt, dass der Kindeswille trotz dessen Fremdbeeinflussung durch die Mutter nicht übergangen werden könne, weil das Kind den ihm nur aus wenigen begleiteten Umgängen bekannten Vater als Bedrohung erlebe und es aufgrund des anhaltenden Konflikts seiner Eltern und der damit einhergehenden Verfahren seine Beziehung und Bindung zur Mutter als Hauptbezugsperson durch einen Umgang mit dem Vater gefährdet sehe. (…) Aufgrund der verfestigten Situation und seines mittlerweile vorangeschrittenen Alters ist im vorliegenden Fall nämlich entscheidend, dass das Kind entsprechend den von den Fachgerichten in Bezug genommenen Ausführungen der Sachverständigen jeglichen Druck auf die Mutter in erheblichem Maße auch selbst wahrnimmt und Zwangsmaßnahmen ihr gegenüber zum Zwecke der Durchführung von Umgangskontakten als Bedrohung seines etablierten Familiensystems sehen würde. Nach den Feststellungen der Sachverständigen würde dies einerseits die Loyalität des Kindes gegenüber der Mutter erhöhen und andererseits seine negative Wahrnehmung des Vaters als der Person, von der die Bedrängungssituation ausginge, verstärken, so dass ein auf die Mutter ausgeübter Zwang nicht zu dem vom Beschwerdeführer gewünschten Ziel führen würde.“
Die Bundesrepublik Deutschland führte mit Artikel 2 des „Gesetzes zur Änderung des Sachverständigenrechts und zur weiteren Änderung des Gesetzes über das Verfahren in Familiensachen und in den Angelegenheiten der freiwilligen Gerichtsbarkeit sowie zur Änderung des Sozialgerichtsgesetzes, der Verwaltungsgerichtsordnung, der Finanzgerichtsordnung und des Gerichtskostengesetzes“ vom 11. Oktober 2016 die Beschleunigungsrüge und die Beschleunigungsbeschwerde ein.